# François Lafrenière
François Lafrenière ist ein kanadischer Diplomat und seit 2019 Kanadas Botschafter in Myanmar.

## Biografie
Lafrenière besuchte die Laval-Universität und schloss dort 1986 als Bachelor in Wirtschaftswissenschaften ab. Danach arbeitete er für das Kanadische Entwicklungshilfe-Departement bis 2005.
Anschließend war er in verschiedenen Positionen im Außenministerium Kanadas tätig. Unter anderem fungierte er auch als Leiter der Abteilung Entwicklungshilfe in der Kanadischen Botschaft in China. Er war zudem für diverse NGOs im asiatischen Raum tätig. 2019 wurde er dann zum Botschafter Kanadas in Myanmar ernannt.
Lafrenière ist verheiratet und hat drei Kinder.